# Long Road to Ruin
A Long Road to Ruin a Foo Fighters 2007-ben megjelent kislemeze. Ez a második kislemez a zenekar 2007-es Echoes, Silence, Patience & Grace albumáról. A videóklip 2007. november 1-jén jelent meg.

## Helyezések és eladási minősítések

### Kislemez-listák
| Lista (2007/2008)                     | Helyezés |
| ------------------------------------- | -------- |
| Ausztrália (ARIA)                     | 38       |
| Kanada (Canadian Hot 100)             | 42       |
| Németország (Media Control Charts)    | 79       |
| Új-Zéland (Recorded Music NZ)         | 21       |
| Portugal Singles Chart                | 41       |
| Svédország (Sverigetopplistan)        | 23       |
| Egyesült Királyság (UK Singles Chart) | 35       |
| US Billboard Hot 100                  | 89       |
| US Alternative Songs (Billboard)      | 1        |
| US Mainstream Rock (Billboard)        | 2        |